# Jüdischer Friedhof (Berdytschiw)

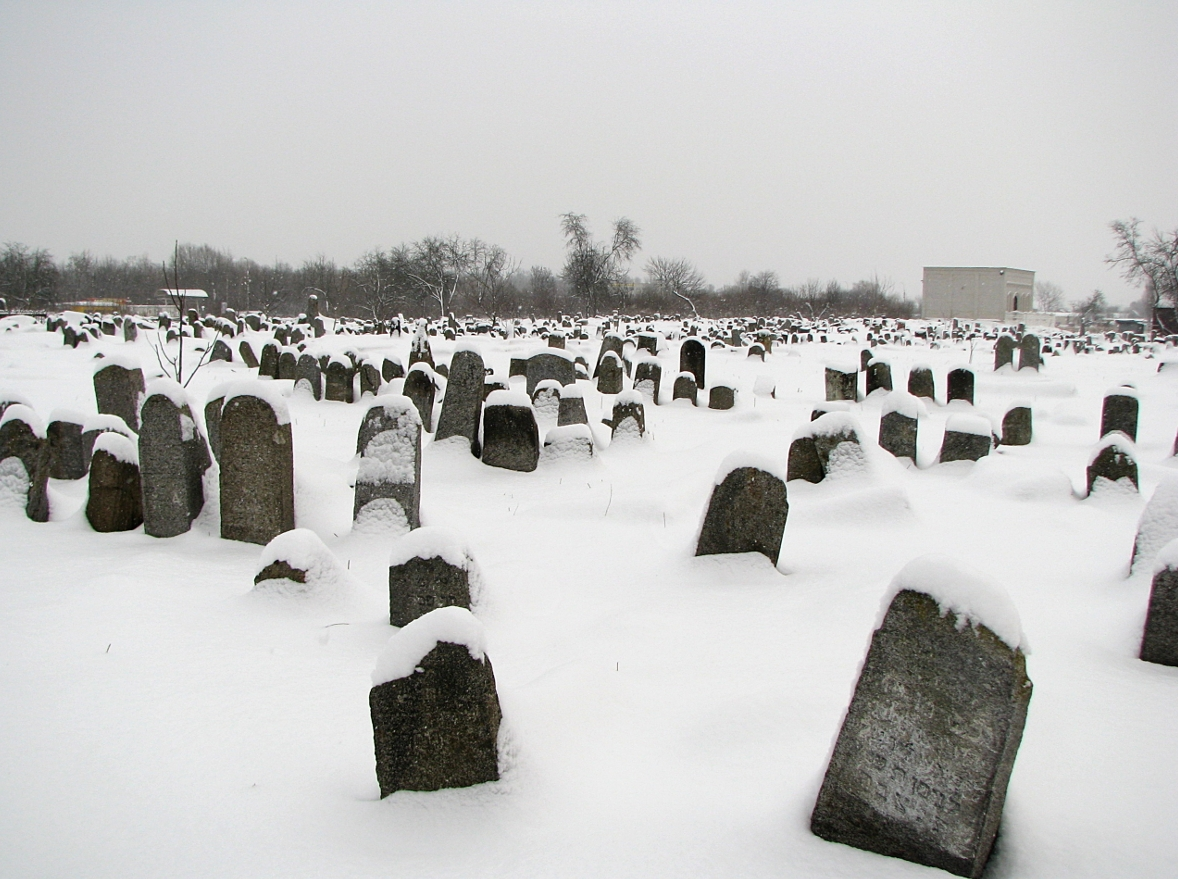
Jüdischer Friedhof in Berdytschiw (2010)

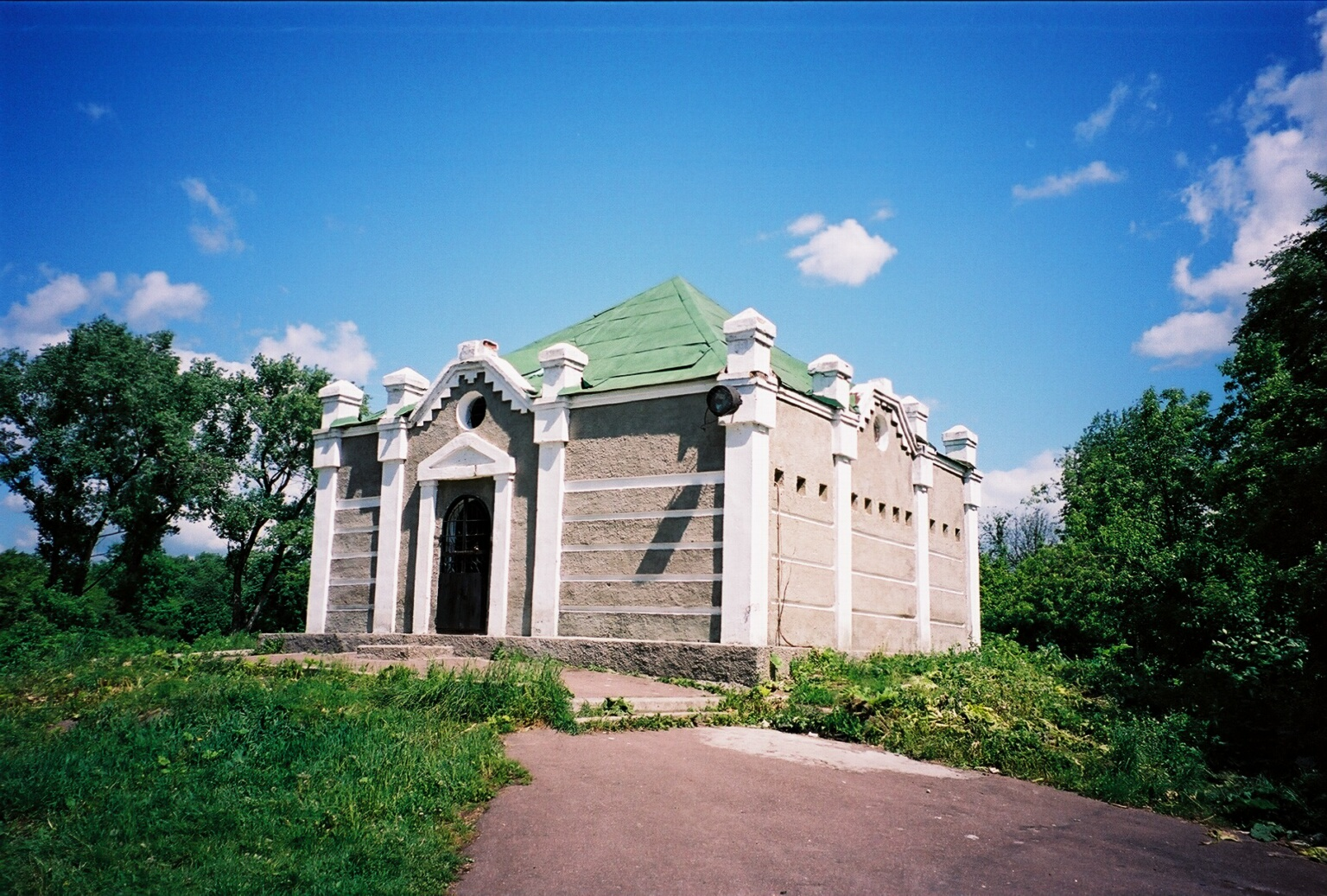
Mausoleum für Levi Jizchak von Berditschew

Der Jüdische Friedhof in Berdytschiw, einer ukrainischen Stadt in der Oblast Schytomyr, wurde im 18. Jahrhundert angelegt.
Der jüdische Friedhof an der Schytomyr-Straße 72, im Norden der Stadt in Richtung Schytomyr, wurde bis in die 1970er Jahre belegt. Er ist der einzige von drei jüdischen Friedhöfen der Stadt, der noch erhalten ist.
Auf dem Friedhof sind noch circa 5000 Grabsteine vorhanden.

## Bestattete Persönlichkeiten
- Levi Jizchak von Berditschew (1740–1810), chassidischer Rabbiner und Zaddik